# Helicoverpa conferta
Helicoverpa conferta là một loài bướm đêm trong họ Noctuidae.